# Flammenwerfer 41
El Flammenwerfer 41, o FmW 41 (de l'alemany "llançaflames") era el llançaflames estàndard de la Wehrmacht (exèrcit alemany) a partir de 1941, una versió millorada del Flammenwerfer 35. Estava dissenyat per a netejar les trinxeres, edificis i àrees fortificades d'enemics.

## Disseny
El Flammenwerfer 35 era una millora molt esperada des dels ultims models de llançaflames (que dataven de la Primera Guerra Mundial), i aquest simplificava l'arma i augmentava la seva distància operativa. A pesar de totes les seves millores, el seu pes de 36 kg feia que el llançaflames el feia molt pesat i difícil d'utilitzar. Per això, es va donar molt impuls en el desenvolupament del FmW 41.
Similar a molt dissenys del moment, el FmW 41 utilitzava una torxa d'hidrògen per a iniciar una mescla de petrloi i alquitrà, que era disparada des d'un tub unit al tanc. El petroli i el propulsor estaven emmagatzemats en tancs separats carregats en la esquena i podien carregar 11,8 litres d'aquesta mescla de petroli i alquitrà anomenat Flammöl 19. El  FmW 41 va demostrar ser més eficaç i fàcil d'utilitzar que el seu predecessor i augmentava la seva distància operativa a 32 metres. Era més lleuger (que el seu predecessor), i pesava només 22 kg (quan estava buit) i 36 kg (quan estava ple).
Van sorgir alguns probles quan es va utilitzar el llançaflames contra les tropes soviètiques durant l'hivern de 1941, quen el sistema d'encesa va tindre alguns problemes al encendre's per culpa de les baixes temperatures. Algunes versions de l'arma van reemplaçar la torxa d'hidrogen per un sistema basat en un projectil, que va probar ser més efectiu. Les tropes que utilitzaven els llançaflames eren moltes vegades buscats per les tropes enemigues, ja que rebien un gran impacte psicològic i la moral baixava, endemés de ser una molt bona arma contra les tropes atrinxerades. Per això, aquestes armes a vegades les intentaven camuflar fent que s'assemblessin als fusells d'infanteria, amb la intenció de tranqui•litzar als operadors.